# Isztriai Demokratikus Gyűlés
Az Isztriai Demokratikus Gyűlés (horvátul: Istarski demokratski sabor, rövidítve: IDS, olaszul: Dieta democratica istriana) egy centrista, balközép, regionális, liberális politikai párt a Horvátországhoz tartozó Isztrián. Az Isztrián élő olasz kisebbség pártjának is nevezik, noha a párt magát nem etnikai pártnak tekinti. Az IDS-t 1990. február 14-én alapította Ivan Pauletta író. Az IDS ideológiája magában foglalja az emberi jogok és szabadságok tiszteletben tartásának elvét, a regionalizmust és az Isztria történelmi hagyományait, a magántulajdon védelmét és az antifasizmust. A párt támogatja Horvátország decentralizálását, az Adriai Eurorégió továbbfejlesztését, valamint egy transznacionális és határokon átnyúló, az Isztria egészét felölelő eurorégió létrehozását. A pártelnök jelenleg Dalibor Paus, Barban község polgármestere. Az IDS képviselője töltötte be 2000 és 2001 között Ivica Račan kabinetjében az európai integrációs miniszteri, 2011 és 2015 között Zoran Milanović kabinetjében pedig az idegenforgalmi miniszteri tisztséget. Az IDS tagja Boris Miletić Isztria megye jelenlegi prefektusa, míg a korábbi prefektus, Valter Flego az Európai Parlament tagja. Eddig Isztria megye valamennyi prefektusa az IDS tagja volt. Ezen kívül Isztria megye 10 városa közül ötöt az IDS irányít. Az IDS a Liberális Internacionálé és a Liberálisok és Demokraták Szövetsége Európáért tagja. A párt a jelenlegi horvát parlamentben ellenzéki pozícióban van.

## Jelképei
A pártcímer három kosa a régió történelmi szimbóluma, amelyet a horvát címer tetején nyugvó korona öt részéből a negyedik is megjelenít.

## Története
A pártot 1990-ben, a kommunizmus utáni első horvátországi többpárti választások előestéjén alapította Ivan Pauletta, Elio Martinčić és Mario Sandrić. A párt úgy döntött, hogy az első szabad választásokon nem vesz részt, így a posztkommunista Horvát Szociáldemokrata Párt (SDP) söpörhette be a régió szavazatait. A pártot 1991 és 2014 között Ivan Jakovčić vezette.
Az IDS az 1992-es választásokon debütált először a szabad választásokon, és az SDP összeomlását felhasználva mindhárom isztriai választókerületet megszerezte. Ez az eredmény aggodalomra adott okot Franjo Tuđman horvát elnök és a Horvát Demokratikus Közösség (HDZ) számára, amely Horvátország többi régióját uralta. A Horvát Megyei Kamara első választására, amely egybeesett az újonnan alakult Isztria megyei közgyűlés első választásával is, az állami irányítású média példátlan, szinte kizárólag Isztriára irányuló médiahadjáratot indított. Ez az erőfeszítés azonban látványosan visszafelé sült el, mivel az isztriai szavazók szavazataik csaknem háromnegyedét az IDS-re adták. Ezt követően egyetlen párt sem kérdőjelezte meg az IDS isztriai fölényét, legalábbis közvetlenül nem.
Az IDS fő politikai célja az Isztria kulturális és gazdasági identitásának, valamint az olasz és a horvát egyenlő státuszának megőrzése az Isztria területén. Ez szöges ellentétben állt Tuđman keményvonalas nacionalista politikájával. Más horvát politikai pártok pragmatikusabbak voltak, így az IDS együtt tudott működni velük a horvát parlamentben és a választásokon. Az Isztrián azonban elkeseredett harcott vívtak az IDS ellen az SDP helyi szervezetei, valamint korábbi tagjuk és első isztriai prefektusuk, Luciano Delbianco, aki disszidált, és Isztriai Demokratikus Fórum néven új pártot alapított.
Az IDS a 2000-es parlamenti és elnökválasztást követően rövid ideig a nemzeti kormány része volt. Egy évvel később azonban az IDS, amely elégedetlen volt azzal, ahogyan Ivica Račan és koalíciós partnerei bántak Isztriával, elhagyta a kormányt, bár továbbra is támogatta azt a parlamentben. 2006-ban az IDS csatlakozott a Liberálisok és Demokraták Szövetsége Európáért (ALDE) párthoz.
2010 és 2015 között az IDS a Kukuriku koalíció tagja volt. Képviselője a kormányban az olasz-horvát családból származó Darko Lorencin idegenforgalmi miniszter volt. A horvát parlamentben leggyakrabban Damir Kajin volt a párt szóvivője, aki a 2007-es választásokon vezette a párt listáját, ahol a párt 3 képviselői helyet szerzett. Kajint azonban miután 2013-as isztriai helyhatósági választásokra megalakította saját koalícióját, a 2013. január 3-án eltávolították a pártból.[9] Ezzel az IDS képviselőinek száma a száborban háromról két képviselőre csökkent, és az elégtelen taglétszám miatt a párt parlamenti frakcióját is fel kellett oszlatni.
2022. február 4-én a párt elnöksége fegyelmi eljárást indított Boris Miletić volt elnök ellen, aminek következtében Miletić egy nappal később kilépett a pártból, és a megyei önkormányzatok 1993-as megalakítása óta először maradt az IDS Isztriai megyei prefektus nélkül.

## Választási eredmények
| Választás | Szavazatok száma | Szavazatok aránya | Mandátumok száma | Parlamenti szerepe |
| --------- | ---------------- | ----------------- | ---------------- | ------------------ |
| 1992      | 83 623           | 3,18%             | 4                | ellenzék           |
| 1995      | 441 390          | 18,26%            | 3                | ellenzék           |
| 2000      | 432 527          | 14,70%            | 4                | kormánypárt        |
| 2003      | 560 593          | 22,6%             | 4                | ellenzék           |
| 2007      | 38 267           | 1,5%              | 3                | ellenzék           |
| 20111     | 958 312          | 40,4%             | 2                | kormánypárt        |
| 2015      | 42 193           | 1,83%             | 3                | ellenzék           |
| 2016      | 43 180           | 2,27%             | 3                | ellenzék           |
| 20202     | 414 615          | 24,87%            | 3                | ellenzék           |

1 A Népi Koalíció eredménye, melynek egyik ereje az Isztriai Demokratikus Gyűlés
2 Az Újrakezdés Koalíció eredménye, melynek egyik ereje az Isztriai Demokratikus Gyűlés
| Választás | Szavazatok száma | Szavazatok aránya | Mandátumok száma |
| --------- | ---------------- | ----------------- | ---------------- |
| 20141     | 275 904          | 29,93%            | 1                |
| 20192     | 55 806           | 5,19%             | 1                |

1 a Népi Koalíció eredménye, melynek egyik ereje az Isztriai Demokratikus Gyűlés
2 az Amszterdam Koalíció eredménye, melynek vezető ereje az Isztriai Demokratikus Gyűlés

## Fordítás
- Ez a szócikk részben vagy egészben  az   Istrian Democratic Assembly című angol Wikipédia-szócikk ezen változatának fordításán alapul.  Az eredeti cikk szerkesztőit annak laptörténete sorolja fel. Ez a jelzés csupán a megfogalmazás eredetét és a szerzői jogokat jelzi, nem szolgál a cikkben szereplő információk forrásmegjelöléseként.